# Paseh (Banjarmangu)
Paseh is een bestuurslaag in het regentschap Banjarnegara van de provincie Midden-Java, Indonesië. Paseh telt 2461 inwoners (volkstelling 2010).